# Chiesa di Santa Croce (Cuneo)
La chiesa di Santa Croce, annessa all'ex ospedale della confraternita omonima, sorge in Via Fratelli Vaschetto, a Cuneo, sul sito di un precedente edificio di culto, dichiarato pericolante nel 1708.

## Storia
Costruita fra il 1709 e il 1715 è stata inizialmente attribuita a Francesco Gallo che all'epoca lavorava anche a Sant'Ambrogio. In realtà, il progettista fu l'architetto Antonio Bertola mentre Francesco Gallo sovrintese alla costruzione.
La chiesa è in stile barocco con una facciata assai caratteristica che si presenta concava a due ordini in contrasto col tracciato ortogonale della strada su cui si trova. Il prospetto concavo e la realizzazione di spigolo sull'isolato non sono casuali, ma consentono la formazione di una piazzetta che valorizza la struttura e ne evidenza il tono accogliente.
L'abbondanza di ridondanze e finestre ad arco palladiano fanno pensare ad una mano diversa da quella più severa del Gallo.
Lo spazio interno è organizzato sul tracciato di due ellissi che si incontrano.

## Struttura

### Cappella del Cottolengo
Realizzata nel 1936, è dedicata a San Giuseppe Cottolengo nel centenario dell'arrivo delle prime 14 suore cottolenghine al servizio dell'ospedale.

### Aula
L'aula era destinata ai fedeli delle compagnie religiose che fruivano dagli altari laterali. La decorazione interna è un inno al valore della Croce per la salvezza dell'uomo.
Una serie di quattordici tele, provenienti dalla vecchia chiesa, poste nella fascia inferiore delle pareti, presenta i Trionfi della Croce ossia l'efficacia della Croce contro mali e pericoli; sopra questi riquadri sono affrescati quattordici profeti, ciascuno con una citazione relativa alla salvezza attraverso il legno della Croce. Sopra il cornicione, in monocromia, sono rappresentati i quattro dottori della Chiesa (san Gregorio, san Gerolamo, sant'Agostino e sant'Ambrogio). Analoga posizione nel coro e nel presbiterio è occupata dai quattro evangelisti.

### Cupola
Nelle lunette più ampie della cupola sono raffigurate la Fede, la Speranza, la Carità e la Mitezza o Umiltà, mentre in quelli minori volteggiano angioletti con i misteri della Passione: le virtù dell'uomo e i meriti della Passione sembrano indirizzare, nel convergere dei costoloni, a Dio Padre che è rappresentato nella luce del cupolino.

### Cappella di san Bernardino
Nel 1714, la Confraternita di San Bernardino, nata circa a metà Quattrocento, e aggregata alla Confraternita di Santa Croce nel 1482 – come ramo giovanile della stessa – si fuse giuridicamente con quest'ultima cedendo il suo oratorio cinquecentesco, e fu portata presso l'altare laterale dedicato a San Bernardino la pala già dell'oratorio abbandonato: attribuita al Moncalvo (circa 1620) rappresenta San Bernardino e San Nicola inginocchiati ai piedi della Madonna. Anche il Monte di Pietà, creatura cinquecentesca della Confraternita, ebbe questo altare come riferimento devozionale, collocandovi nel 1717 la tela del Beato Angelo, opera attribuita ai fratelli Bruno (circa 1626). Di fronte è posta la tela di san Vittore la cui devozione trae origine dall'arrivo da Roma (1680) delle sue reliquie, tuttora conservate nell'artistica urna lignea. Le finte architetture di sfondo e gli affreschi della Fortezza e del Martirio sono opera di P. A. Pozzi (1717).

### Presbiterio
Zona di raccordo tra aula e coro, il presbiterio è lo spazio dell'azione liturgica: tra i marmi policromi della balaustra e dell'altare l'attenzione è concentrata nel punto focale, il tabernacolo, sovrastato dal tronetto in legno scolpito e dorato, arricchito di angioletti oranti e dei misteri della passione. La balaustra riutilizza il cancelletto cinquecentesco in ferro battuto della chiesa precedente.

### Sacrestia
Fanno parte dell'arredo originario un grande armadio-bancone in noce con antine intarsiate e un lavabo in marmo. Sulle pareti le 14 tele seicentesche dell'Apostolato col Redentore e Maria Vergine e le 12 tele coeve delle Sibille oltre all'Ultima Cena, l'Assunta, la Natività e la Risurrezione.

### Coro
La grande pianta del coro giustifica la sua funzione: in esso i confratelli si radunavano per le devozioni, ma anche per le assemblee, da cui scaturivano le azioni a favore dei malati e dei poveri della città: preghiera e carità, sotto i raggi della colomba dello Spirito Santo, che, dall'alto dell'ancona, sembra animare le riunioni. Al centro dei banchi barocchi si inserisce la gotica cattedra di “San Bernardino”, col monogramma IHS, attribuita a D. Tagliaferro (1418). La volta del coro, trapuntata di stucchi, presenta al centro l'Esaltazione della Croce in cielo, e tra i costoloni i Misteri della Passione e nello spicchio sopra l'ancona la Deposizione di Gesù morto tra le braccia di Maria.

### Pala d'altare
Rappresenta l'Invenzione della Croce: dipinta nel 1764 da G. Galeotti, raffigura la scena del ritrovamento della Croce del Redentore grazie al miracolo della guarigione del bambino. Degna di nota la cornice in marmi e stucchi dell'icona, su disegno di F. Gallo.

### Sala consiliare
Vi si accede dall'aula o dal coro. Vi si conservava l'archivio della Confraternita e le statue processionali, e più recentemente si serviva la colazione ai poveri la domenica mattina dopo la Messa celebrata in loro onore. Da questo locale, una porta dava accesso diretto all'ospedale.

### Cappella del suffragio
Nel Seicento, nell'ambito della Confraternita, era venuta sviluppandosi una Compagnia del Suffragio, impegnata nel suffragio dei defunti. Nella nuova chiesa le venne riservato l'altare laterale destro. La parete di fondo, tra teschi e finte architetture, evidenzia le due virtù di riferimento della Compagnia: la Preghiera e l'Elemosina. La pala è opera del cuneese A. Trono (1732): raffigura San Michele rivolto alle anime del Purgatorio, con la Trinità e la Madonna. La tela di Sant'Elisabetta d'Ungheria richiama le Umiliate, ramo femminile della Confraternita, di cui è patrona. Un catafalco, alto ben 12 metri e tuttora conservato, veniva montato nel centro dell'aula nelle occasioni più importanti.

### Statue processionali
Per le processioni erano utilizzati i due gruppi lignei settecenteschi: il Cristo portacroce con il Cireneo e la Veronica (gli angioletti recano i “misteri” della Passione: flagello, tenaglie, chiodi e martello) ed il Cristo Risorto; essi sono attribuiti allo scultore G. B. Bernero di Cavallerleone.

### Tribuna
Vivacemente decorata da P. A. Pozzi, sostiene l'elegante cassa lignea dell'organo, strumento realizzato dai F.lli Vittino di Centallo (1899).